# Drets del col·lectiu LGBT al Japó

Bandera del Japó amb els colors LGTB.

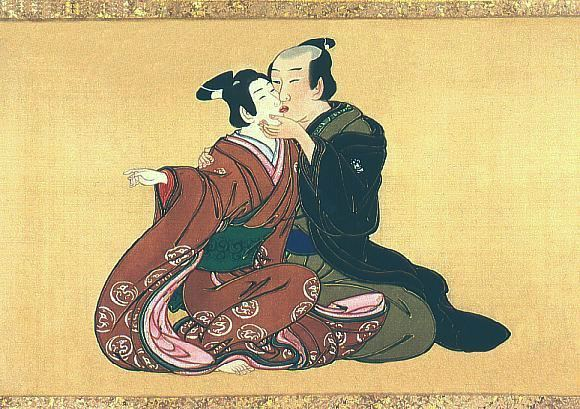
Panell de mitjans del. Pintat a mà sobre seda, mostra un samurai amb el seu jove amant masculí.

El col·lectiu LGTB al Japó s'enfronta a certs desafiaments legals i socials no experimentats per altres residents. L'actual Constitució, redactada després de la II Guerra Mundial, es refereix al matrimoni com un acte entre un home i una dona i es troba prohibit per a les parelles homosexuals.
L'homosexualitat es troba documentada des de temps remots i mai no ha estat considerada un pecat per part de la societat o la religió. Només va ser prohibida legalment durant un breu període (1873-1880) per tal de millorar les relacions amb Occident, de tradició moral cristiana. De fet, en alguns moments de la història japonesa, l'amor i les pràctiques sexuals entre homes, per exemple entre els samurais, s'entenia com una forma pura d'amor.
Des de finals de segle xix, l'exposició del Japó al pensament occidental (inclosa la sexologia), i el desig dels japonesos de mostrar-se oberts i proclius a aquestes civilitzacions, han influït notablement en la consideració de l'homosexualitat, tant per part de l'Estat com per la població en general. De mica en mica s'ha constatat un increment del suport social al matrimoni homosexual i, a més dels ambients artístics, han sorgit representants polítics obertament homosexuals.
Es calcula que el 9.2% de la població masculina, així com el 5.1% de la població femenina, ha tingut algun tipus d'experiència homosexual. Segons aquestes estadístiques, Japó seria el país amb major percentatge d'homosexuals d'Àsia.

## Comparacions amb Occident
Contràriament al que succeeix a Occident, al Japó el sexe no s'entén en termes morals, sinó en termes de plaer, posició social i responsabilitat social. Tot i que les actituds modernes cap a l'homosexualitat han anat canviant, aquesta visió continua sent la predominant. De la mateixa manera que a l'Occident premodern només els actes sexuals són homosexuals o heterosexuals i no les persones que els realitzen.

## Terminologia
Durant l'era Edo, shudō (衆道), wakashudō (若衆道) i nanshoku (男色) eren els termes més usats per referir-se a l'homosexualitat. Aquests termes no registraven cap identitat específica, sinó que es referien al comportament de l'individu.
Actualment, els termes més utilitzats són dōseiaisha (同性愛者, literalment "persona amant del mateix sexe") i els anglicismes gei (ゲイ, adaptació de «gai»), rezu o rezubian (レズ, レズビアン, adaptació de «lesbian») i homo o homosekushuaru (ホモ, ホモセクシュアル, adaptació d'«homosexual»). Dōseiaisha es fa servir per a homes i dones, però gei, homosekushuaru i homo s'usen gairebé exclusivament per referir-se als homes.
El terme homo pot ser usat positivament i pejorativament. Els termes gei i rezu o rezubian són els més comuns dins la comunitat gai, mentre que hi ha termes pejoratius com okama, que també s'usen.
El qualificatiu gei no es fa servir gairebé mai quan es parla de fonts antigues o històriques, ja que les connotacions polítiques i occidentals de la paraula suggereixen una identitat moderna.

### Amor homosexual a la classe mitjana

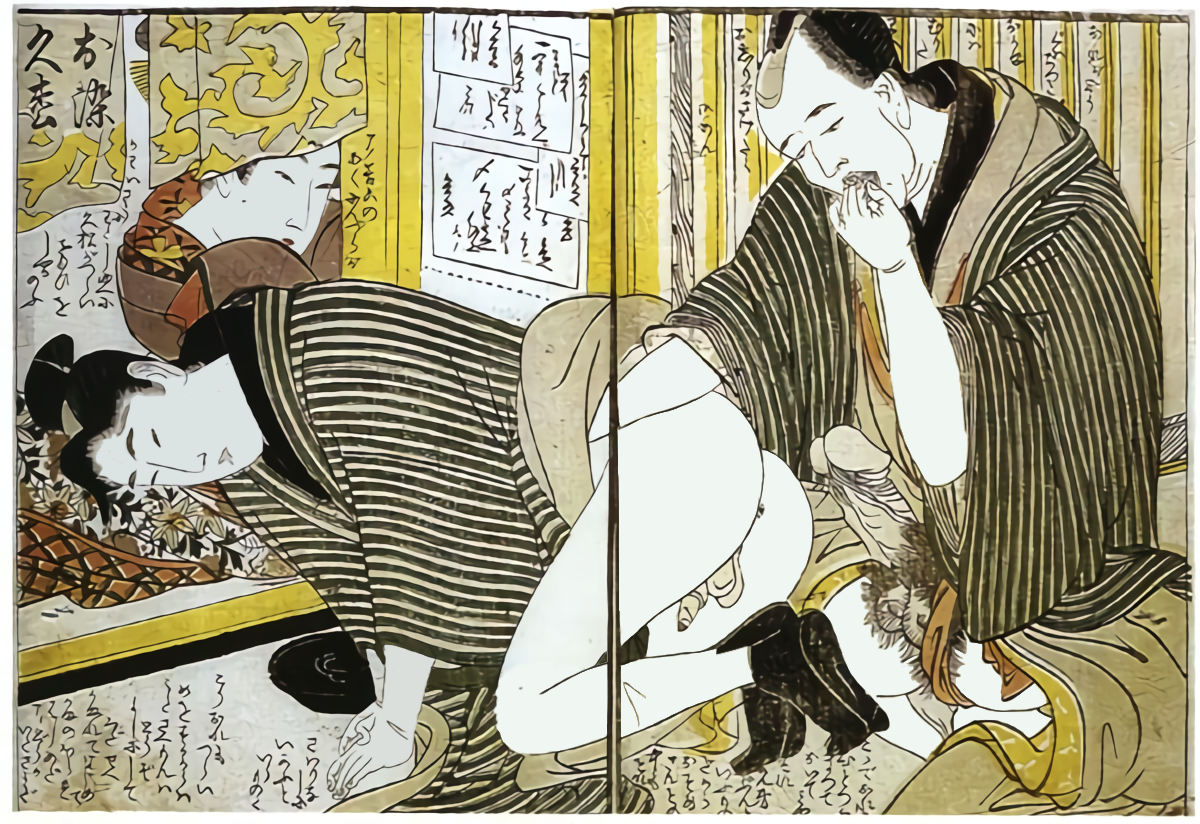
«Client Lubricant a un prostitut», obra de Kitagawa Utamaro

## Història de l'homosexualitat al Japó